# Yang Ya-yi
Yang Ya-yi (chinesisch 楊亞依, Pinyin Yáng Yàyī; * 30. Mai 2004 in Keelung) ist eine taiwanische Tennisspielerin.

## Karriere
Yang begann bereits mit drei Jahren das Tennisspielen und bevorzugt Sandplätze. Sie spielt bislang vor allem Turniere der ITF Women’s World Tennis Tour, wo sie bislang sechs Titel im Einzel und vier im Doppel gewinnen konnte.
Im Jahr 2021 spielte Yang erstmals für die taiwanische Billie-Jean-King-Cup-Mannschaft; ihre Billie-Jean-King-Cup-Bilanz weist bislang 5 Siege bei 7 Niederlagen aus.

## Turniersiege

### Einzel
| Nr. | Datum           | Turnier         | Kategorie | Belag     | Finalgegnerin         | Ergebnis      |
| --- | --------------- | --------------- | --------- | --------- | --------------------- | ------------- |
| 1.  | 8. Mai 2022     | Kairo           | ITF W15   | Sand      | Melanie Klaffner      | 6:3, 6:3      |
| 2.  | 10. Juli 2022   | Fountain Valley | ITF W15   | Hartplatz | Makenna Jones         | 6:2, 6:2      |
| 3.  | 18. Juni 2023   | Tainan          | ITF W25   | Sand      | Lee Ya-hsuan          | 6:3, 6:1      |
| 4.  | 25. Juni 2023   | Tainan          | ITF W25   | Sand      | Lee Pei-chi           | 6:2, 6:1      |
| 5.  | 2. Juli 2023    | Hongkong        | ITF W25   | Hartplatz | Eudice Chong          | 1:6, 6:2, 6:1 |
| 6.  | 27. August 2023 | Hongkong        | ITF W40   | Hartplatz | Mananchaya Sawangkaew | 6:3, 4:6, 6:3 |

### Doppel
| Nr. | Datum            | Turnier         | Kategorie | Belag     | Partnerin           | Finalgegnerinnen              | Ergebnis         |
| --- | ---------------- | --------------- | --------- | --------- | ------------------- | ----------------------------- | ---------------- |
| 1.  | 18. Juni 2022    | San Diego       | ITF W15   | Hartplatz | Bunyawi Thamchaiwat | Hind Abdelouahid Paris Corley | 6:4, 7:5         |
| 2.  | 9. Juli 2022     | Fountain Valley | ITF W15   | Hartplatz | Hind Abdelouahid    | Han Jiangxue Kim Da-bin       | 7:5, 2:6, [10:6] |
| 3.  | 22. Oktober 2022 | Sosopol         | ITF W25   | Hartplatz | Ma Yexin            | Cristina Dinu Lu Jia-Jing     | 6:3, 6:1         |
| 4.  | 24. Juni 2023    | Tainan          | ITF W25   | Sand      | Tsao Chia-yi        | Monique Barry Lee Ya-hsin     | 6:2, 6:2         |